# Polydesmus liber
Polydesmus liber är en mångfotingart som beskrevs av Sergei I. Golovatch 1991. Polydesmus liber ingår i släktet Polydesmus och familjen plattdubbelfotingar. Inga underarter finns listade i Catalogue of Life.